# IC 5338
IC 5338 је елиптична галаксија у сазвјежђу Пегаз која се налази на листи објеката дубоког неба у Индекс каталогу.
Деклинација објекта је + 21° 8' 43" а ректасцензија 23h 36m 30,4s. Привидна величина (магнитуда) објекта IC 5338 износи 14,0 а фотографска магнитуда 15,0. IC 5338 је још познат и под ознакама UGC 12703, MCG 3-60-13, CGCG 455-26, 3C 464, KUG 2333+208, PGC 71884.